# Premis YoGa 2019
Els 30è Premis YoGa foren concedits al «pitjoret» de la producció cinematogràfica de 2018 per Catacric la nit del 30 de gener de 2019 a «un lloc cèntric de Barcelona» per un jurat anònim que ha tingut en compte les apreciacions, comentaris i suggeriments dels lectors de la seva web, de Facebook i de Twitter.

## Guardonats
| Secció           | Premi                                  | Nom                                                          | Guanyador |
| ---------------- | -------------------------------------- | ------------------------------------------------------------ | --- |
| Cinema estranger | Pitjor pel·lícula                      | "Supercalifragilístico-espantoso (ni con un poco de azúcar)" | Mary Poppins Returns                                                                                            |
| Cinema estranger | Pitjor director                        | "No es Argento todo lo que reluce"                           | Luca Guadagnino, per Suspiria                                                                                   |
| Cinema estranger | Pitjor actor                           | "Bad panther"                                                | Denzel Washington, per Roman J. Israel, Esq i The Equalizer 2                                                   |
| Cinema estranger | Pitjor actriu                          | "Qué bien, qué bien, hoy nos dormimos con Isabelle"          | Isabelle Huppert, per Happy End, Madame Hyde i La caméra de Claire                                              |
| Cinema espanyol  | Pitjor pel·lícula                      | "Evasión o Victori"                                          | El pacto |
| Cinema espanyol  | Pitjor director                        | "Regresa el pesado"                                          | Daniel Calparsoro, per El aviso                                                                                 |
| Cinema espanyol  | Pitjor actor                           | "Malamente (tra-trá)"                                        | Israel Gómez Romero, per Entre dos aguas                                                                        |
| Cinema espanyol  | Pitjor actriu                          | "Rueda demasiado"                                            | Belén Rueda, per El pacto, El Cuaderno de Sara i No dormirás                                                    |
| Especials        | (Eras) Uno de los nuestros             | "Ciudadano Kane"                                             | Grup Hearst, per endur-se la redacció de Fotogramas a Madrid                                                    |
| Especials        | (Eras) Uno de los nuestros             | "Infiltrado en el CriticClan"                                | Josep Maria Minguella, per les crítiques de cinema a l'espai esportiu El club de la Mitjanit de Catalunya Ràdio |
| Especials        | Veterana                               | "Gente que viene y blablaba"                                 | Carmen Maura, por Gente que viene y bah                                                                         |
| Especials        | Especial 30è aniversari (YoGa d'Honor) | "Tú sí que vales"                                            | Carolina Bang, per ser l'única actriu que va encaixar amb elegància el seu antipremi de l'any 2011.             |